# Joseph Gormley, Baron Gormley
Joseph „Joe“ Gormley, Baron Gormley, OBE (* 5. Juli 1917 in Ashton-in-Makerfield, Lancashire; † 27. Mai 1993 in Wigan, Greater Manchester) war ein britischer Bergmann, Gewerkschaftsfunktionär und Life Peer. Von 1971 bis 1982 war er Präsident der britischen Bergbaugewerkschaft NUM.

## Leben und Karriere

### Frühe Jahre
Gormley wuchs als eines von sieben Kindern in schwierigen Familienverhältnissen auf; sein Vater trank und war gewalttätig. Im Alter von 14 Jahren begann er, ebenso wie der Vater, unter Tage in einem Kohlebergwerk zu arbeiten. Den Beruf des Bergmanns übte er fast dreißig Jahre lang aktiv aus. Er engagierte sich schon bald in der National Union of Mineworkers (NUM), der britischen Gewerkschaft, die die Interessen der Bergmänner vertritt. 1957 stieg er ins nationale Exekutivkomitee der Interessensvertretung auf. Zu diesem Zeitpunkt war er das einzige Komiteemitglied, das tatsächlich noch aktiv im Bergbau tätig war.
Ab 1961 war Gormley Generalsekretär der NUM für die Nordwestregion. Auch in der Labour Party brachte er sich ein und war von 1963 bis 1973 auch hier Mitglied des nationalen Exekutivkomitees. 1968 versuchte er, auch landesweiter Generalsekretär seiner Gewerkschaft zu werden, war bei den Wahlen jedoch gegen den Schotten Lawrence Daly unterlegen. 1969 wurde ihm der Orden Order of the British Empire in der Ausführung Officer verliehen.

### Als Präsident der NUM
Im Gegensatz zu vielen anderen treibenden Kräften in der NUM war Gormley kein Kommunist und versuchte zeitlebens, den Einfluss des stark linken Lagers auf die Gewerkschaftspolitik klein zu halten. 1971 trat er bei den Präsidentschaftswahlen gegen den schottischen Kommunisten Mick McGahey an, welchen er bezwingen konnte. Somit wurde Gormley als Nachfolger von Sidney Ford Präsident der NUM.
Unter seiner Präsidentschaft fanden die landesweiten Bergarbeiterstreiks von 1972 und 1974 statt. Beide endeten mit einem großen Erfolg für die Minenarbeiter und sorgten dafür, dass der Beruf des Bergmanns an die Spitze der britischen Gehaltslisten wanderte. Die etwa 240.000 Bergarbeiter, die dem Streikaufruf damals folgten, erwiesen sich auch als politische Macht; so wird allgemein anerkannt, dass der Streik von 1974 letztendlich zum Ende der Regierungszeit des konservativen Premierministers Edward Heath führte.
Zuletzt konnte Gormley im Jahr 1981 einen größeren Erfolg für seine Gewerkschaft verbuchen, als er die britische Regierung unter Margaret Thatcher dazu zwang, von Bergwerksschließungen vorerst abzusehen. Dadurch verpasste er der Karriere des damaligen Energieministers David Howell zeitweise einen Knick.
Den Aufstieg von Arthur Scargill, der  politisch deutlich weiter links ausgerichtet war, innerhalb der Gewerkschaftsgremien sah Gormley mit Sorge. Er konnte jedoch nicht verhindern, dass dieser ihn im April 1982 als Gewerkschaftspräsident ablöste. Unter Scargill bestritt die NUM den großen Bergarbeiterstreik von 1984/85, dessen ergebnisloses Ende den Abstieg der NUM in die Bedeutungslosigkeit einleitete.

### Späte Jahre
Bereits 1978 hatte der damalige Premierminister James Callaghan die Queen gebeten, Gormley zum Ritter zu schlagen, doch dieser lehnte die Ehrung mit der Begründung ab, er wolle lieber als Life Peer ins House of Lords einziehen. Damit stellte er sich klar gegen den Vorsitzenden der Labour Party, Michael Foot, der die ungewählte Kammer des Parlaments lieber abgeschafft gesehen hätte.
1982 wurde ihm sein Wunsch schließlich erfüllt und er wurde zum Baron Gormley, of Ashton-in-Makerfield in Greater Manchester ernannt. Im britischen Oberhaus konnte er sich jedoch nur bis 1984 aktiv einbringen, da er aufgrund eines Schlaganfalls nur noch schwer sprechen konnte. In der Folgezeit erlitt Gormley weitere Schlaganfälle, welche zu Lähmungserscheinungen führten. Er starb im Alter von 75 Jahren in seinem Haus in Wigan an Krebs.
Gormley war seit 1937 verheiratet und hatte zwei Kinder.

## Schriften
- Battered cherub : The autobiography of Joe Gormley. Hamilton, London 1982, ISBN 0-24110-754-7.